# Joan Cantó i Esclús
Joan Cantó i Esclús va ser un fotògraf barceloní de meitat del segle xix.
Va ser el creador d'una nissaga de fotògrafs i retratistes actius entre les dècades dels 1860 als 1880 aproximadament. En les primeres activitats de Joan Cantó va comptar amb la seva esposa Lluïsa Mas i Tucó, qui continuaria al front de l'estudi a la seva mort. D'aquesta unió naixeren Augusto Cantó i Mas, i Joan Cantó i Mas. La família tingué dos estudis fotogràfics a Barcelona on desenvoluparen la seva activitat comercial.

## Biografia

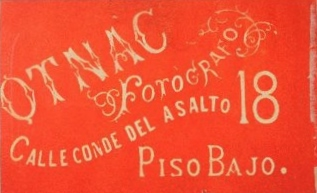
Envers fotografies de la família Cantó.

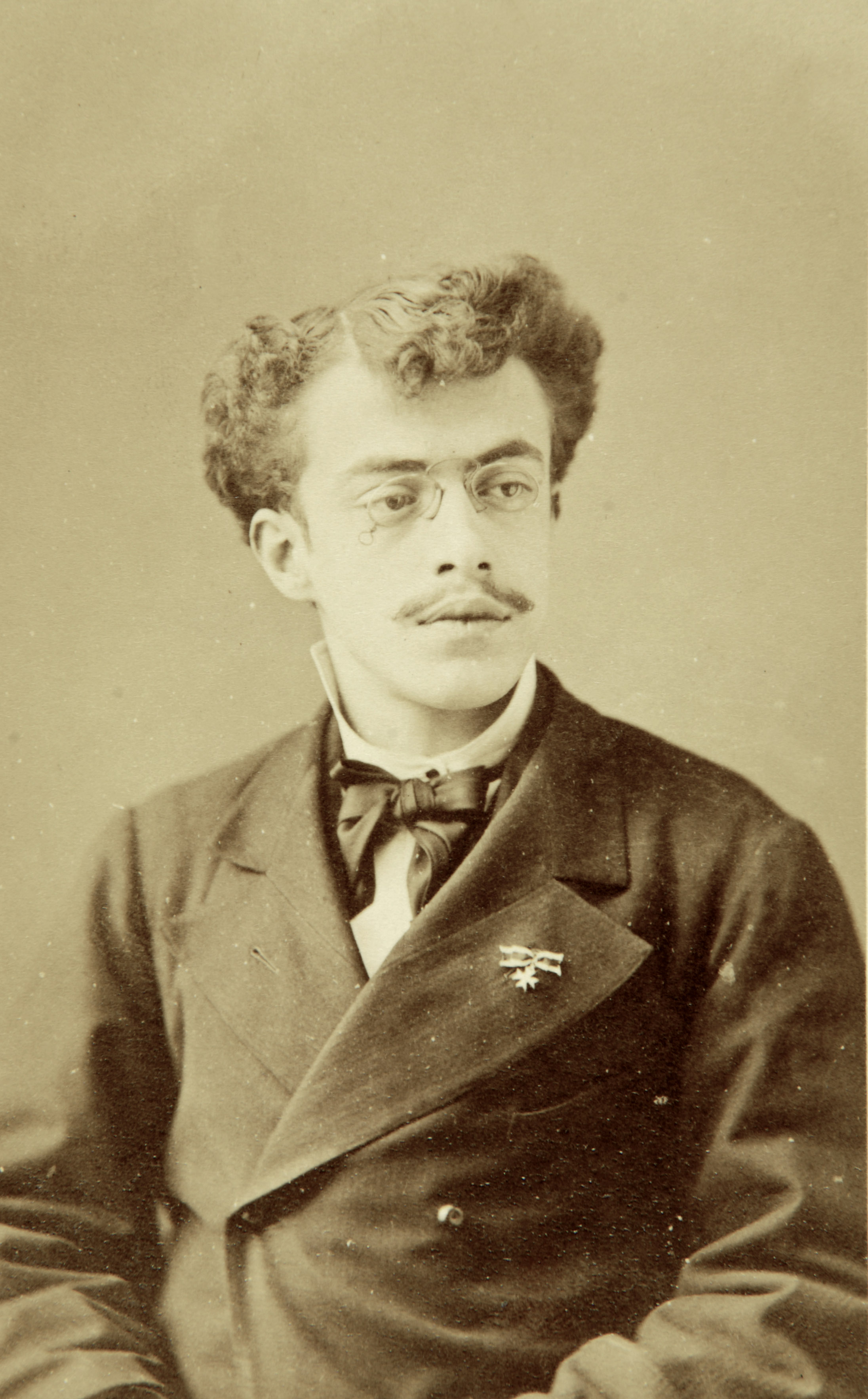
August Cantó i Mas. Retrat publicat a Necrología de D. Augusto Cantó y Mas, Barcelona. 1888 de Josep Roquer Casadesús. Biblioteca de Catalunya

Joan Cantó i Esclús i Lluïsa Mas i Tucó es van casar a la parroquia de Sant Miquel de Barcelona el 25 de juliol de 1855. Fill de Joan i Teresa, Joan Cantó tenia en aquell moment 22 anys i era comerciant de professió. Lluïsa Mas, filla d'Antoni i Lluïsa, tenia 20 anys. El recent matrimoni es va traslladar a viure a l'Avinguda Montserrat de Barcelona.
Fruit d'aquesta parella neixen dos fills: el primer, Augusto Cantó i Mas, el 8 de setembre de 1856 a la ciutat de Barcelona. Va estudiar la carrera de farmàcia de 1872 a 1876 i abandona aquests estudis al moment de la mort del pare per tal de posar-se al capdavant del negoci familiar, tot i que els reprèn més endavant. El fet que passés a ocupar-se de l'estudi fotogràfic del seu pare li impedirà dedicar-se per complet a la farmàcia. Això no obstant, els coneixements químics l'ajudaran a millorar en l'àmbit de les noves tècniques fotogràfiques que estaven sorgint en aquell moment. Augusto Cantó i Mas morirà als 23 anys a causa d'una malaltia pulmonar la nit del 17 al 18 de desembre de 1879.
El segon fill va ser Joan Cantó i Mas; es desconeix la data exacta del seu naixement, tot i que es creu que fou el 1858. Va ser el primer membre de la família que va formar-se acadèmicament en l'àmbit artístic: entre 1874 i 1878 va estar matriculat a la Reial Acadèmia de Belles Arts de Barcelona. Se suposa que en morir el seu germà gran va continuar amb el negoci familiar. Es desconeix la data de la seva mort.

## Negoci fotogràfic familiar
| « | El primer indici d'activitat fotogràfica de Joan Cantó data del 1860. En el fons fotogràfic del Marès s'hi troben targetes de visita d'aquest retratista. Tenia l'estudi al quart pis del núm. 8 del carrer d'Escudellers, si bé entre els anys 1872 i 1887 la seva adreça canvia cap a l'entresol del núm. 18 del carrer Conde del Asalto (Nou de la Rambla). Ràfols, en un llibre que va publicar el 1954, ens explica una anècdota sobre aquest fotògraf: "Cantó, per tal de donar més prestigi al seu cognom, l'escrivia a l'inrevés: Otnac". | » |

Joan Cantó i Esclús va començar amb el negoci retratístic a la dècada de 1860. La fotografia apareix el 1839 a la ciutat de Barcelona i a la dècada dels 1840 sorgeix la nova professió de retratista. La fotografia es converteix en un negoci amb beneficis industrials i a la dècada de 1860 a Barcelona ja hi ha una trentena d'estudis fotogràfics, xifra que augmenta als anys següents. La majoria dels nous estudis retratístics eren negocis familiars, una d'elles la família Cantó.

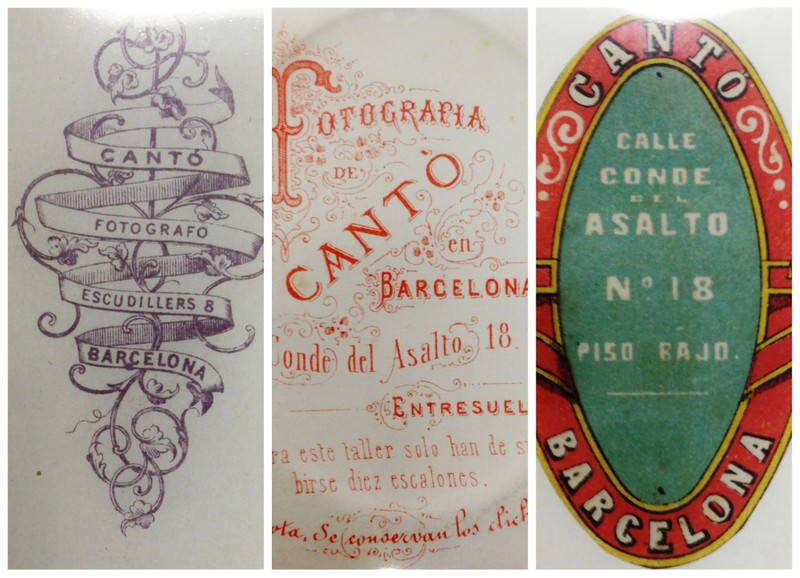
Part posterior de diferents fotografies de la família Cantó segons la situació del negoci: el Carrer Escudellers o bé el Carrer Conde de Asalto.

A mesura que el seu negoci anava adquirint cert renom, Joan Cantó i Esclús va incorporar diversos noms comercials per donar-li més prestigi: Cantó, Fotografía de Cantó, Cantó fotógrafo, CC (Cantó i Companyia) o Otnac (el seu cognom a l'inrevés).
Pel que fa als estudis, el primer el tingueren al llarg de la dècada de 1860 al quart pis del número 8 del Carrer Escudellers. A la dècada dels anys 1870 es traslladaren a l'entresòl del número 18 del Carrer Conde de Asalto (l'actual Carrer Nou de Rambla).
Després de la mort del seu marit, Lluïsa Mas i Tucó continua el negoci familiar amb els seus dos fills; primer amb el fill gran i després amb el germà menor sota el nom de Viuda de Cantó e hijos.

## Altres dades
La gran quantitat d'estudis fotogràfics que anaven apareixent a la ciutat de Barcelona també feien augmentar la competència entre ells. Molts d'aquests volien retratar els personatges il·lustres de l'època per tenir més prestigi. Un clar exemple d'aquesta voluntat la veiem a les correspondències entre Augusto Cantó i Víctor Balaguer. En aquestes cartes Augusto Cantó li feia una petició per aconseguir un retrat de l'il·lustre (carta del 23 de juliol de 1879), així com li demanava per retratar el senyor Sagasta (carta 25 juliol 1879, cartes enviades des de Carrer Asalto, 18.). També es té constància d'altres correspondències entre Rafael Areñas (una de les competències de Cantó) i Víctor Balaguer que mostren el mateix propòsit per part del fotògraf. Això fa pensar que la demanda per retratar personatges importants de l'època era recurrent.